# Мессештадт Ост (станция метро)
«Мессештадт Ост» (нем. Messestadt Ost) — конечная станция Мюнхенского метрополитена, расположенная на линии . Станция находится в районе Трудеринг-Рим (нем. Trudering-Riem).

## История
Открыта 29 мая 1999 года в составе участка «Инсбрукер Ринг» — «Мессештадт Ост». Станция планировалась под названием «Рим Ост» (нем. Riem Ost) или «Ной-Рим Ост» (нем. Neu-Riem Ost).

## Архитектура и оформление
Однопролётная станция мелкого заложения. Естественно оставленные путевые стены частично облицованы алюминиевыми листами. Примерно на высоте человеческого роста по всей путевой стене проходит красная полоса. Два ряда ламп над платформой светят в алюминиевый экран на потолке, который косвенно распределяет свет. Платформа выложена большими серыми гранитными плитами и узкими красными полосами между ними, которые делят платформу на отдельные сегменты. Имеет два выхода по обоим концам платформы. В восточной части платформы расположен лифт. В восточном вестибюле сделаны солнечные часы, через воронкообразное отверстие в потолке солнечный свет падает на стену и по тени считывается время.

## Таблица времени прохождения первого и последнего поезда через станцию

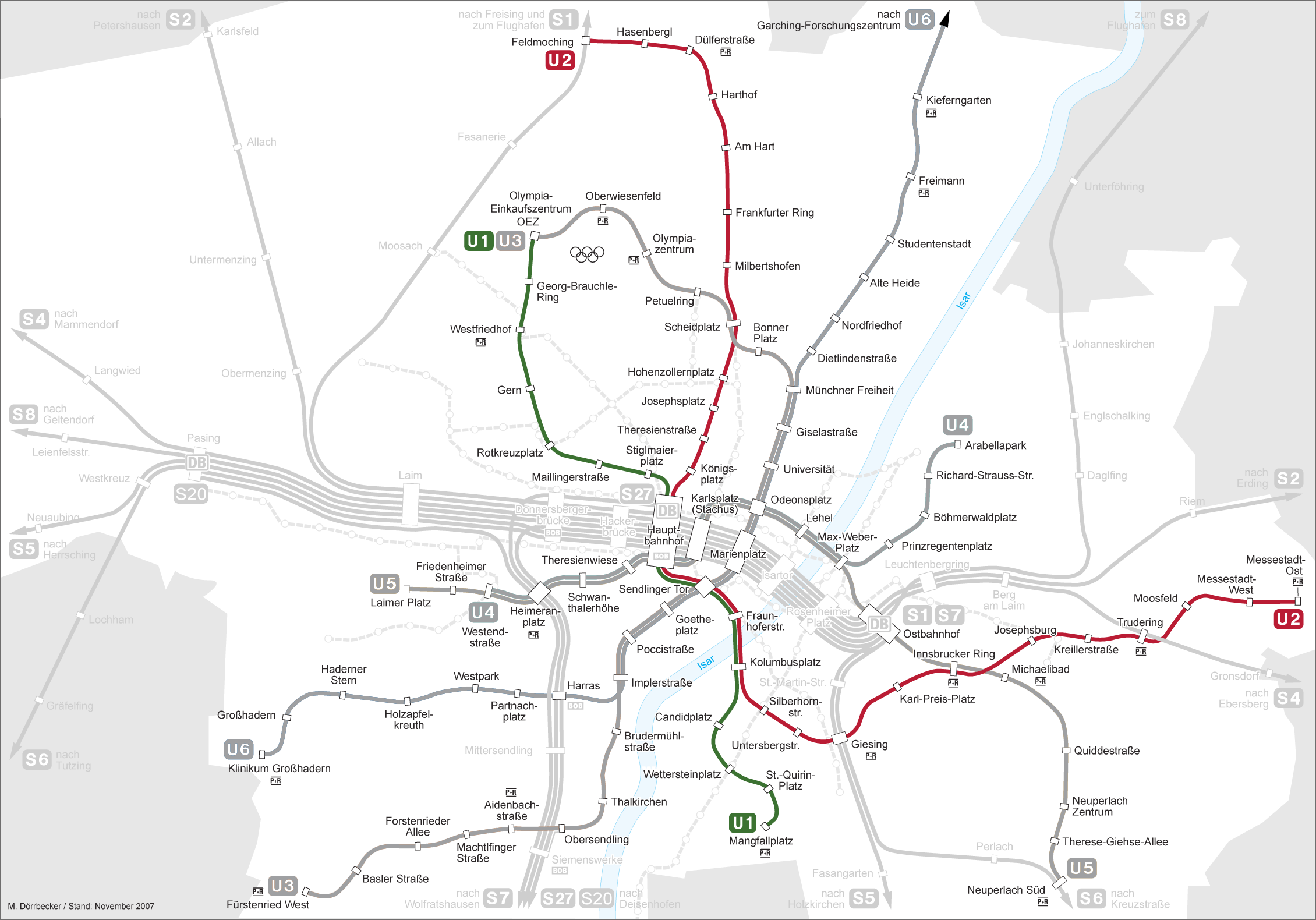
Сеть линий и мюнхенского метро

|                                     | Воскресенье — Четверг (ч:мм) | Пятница — Суббота (ч:мм) |
|                                     | первый                       |                          |
| последний                           |                              |                          |
| В сторону станции «Мессештадт Вест» | 4:10                         | 4:10                     |
| В сторону станции «Мессештадт Вест» | 0:52                         | 1:52                     |

## Пересадки
Проходят автобусы следующих линий: 186, 190 и 228. Есть перехватывающая парковка на 1070 мест.
| Предыдущая станция | Расстояние | Линия | Расстояние | Следующая станция |
| ------------------ | ---------- | ----- | ---------- | ----------------- |
| Мессештадт Вест    | 925 м      |       | 0 м        | конечная          |